# Kenge
Kenge è una città ed un territorio della Repubblica Democratica del Congo, la città è il capoluogo della Provincia di Kwango. Secondo i dati del censimento del 1984 la città ha 19.860 abitanti, mentre stime del 2004 indicano 36.572 abitanti.
Si trova nel Congo occidentale, ad est del fiume Wamba (affluente del Kwango).
Kenge si trova lungo la Strada statale N1 del Congo, che collega i porti atlantici con Kinshasa ed il sud-est del Katanga, fino al confine con lo Zambia.
La città è servita dall'aeroporto Kenge Airport (ICAO: FZCS).